# Erik Lindh (navegant)
Erik Aleksander Lindh (Hämeenkoskie, Päijät-Häme, 1 de maig de 1865 - Juva, Savònia del Sud, 1 de desembre de 1914) va ser un regatista finlandès que va competir a començaments del segle xx.
El 1912 va prendre part en els Jocs Olímpics d'Estocolm, on va guanyar la medalla de plata en la categoria de 10 metres del programa de vela. Lindh navegà a bord del Nina junt a Waldemar Björkstén, Jacob Björnström, Bror Brenner, Juho Aarne Pekkalainen, Allan Franck i Harry Wahl.